# Upplands runinskrifter Fv1972;172
Runinskrift U Fv1972;172 är en runsten i Lilla Vilunda, Hammarby socken och Upplands Väsby kommun, Vallentuna härad i Uppland. 
Den står liksom U 293 och U 294 utmed fornslingan vid Gunnes gård.

## Stenen
Runstenen hittades i december 1971 av Rolf Boström, som stötte på den med sin grävskopa i samband med bygget av bostadsområdet Stallgatan. Den hade troligtvis legat oupptäckt under marken i över 400 år. Den uppställdes på fyndplatsen på sin ursprungliga plats utmed gamla vägen mellan Vilunda och Smedby.
Materialet är ljusgrå granit och höjden ovan mark är 156 cm, största bredden är 94 cm och tjockleken 55 cm. Ornamentiken går i Urnesstil och består av en rundrake som slingrar i formen av en åtta. Under draken finns ett horisontellt runband med större delen av texten. Runornas höjd är 5-8 cm.
Den är en av tre runstenar som tillhört samma familj och två av dem reste Gudlög till minne av sin make. Stenen är ristad av Visäte som även ristat U 293. "Vilundastenarna" är ett gemensamt namn för dessa tre stenar. Intill runstenarna finns ett gravfält och där i familjens ättebacke finns en ovanligt stor bautasten, möjligen gravstenen till Gudlögs make Forkunn Kättilsson.

## Inskriften
Runskrift (yngre futhark):
' ᚴᚬᚦᛚᛅᚢᚼ ' ᚱᛂᛁᛋᛏᛁ ' ᛅᚠᛦ ' ᛒᚬᚾᛏᛅ ᛋᚾ
Translitterering av runraden:
' koþlauh ' reisti ' afʀ ' bonta sn
Normalisering till runsvenska:
Guðlaug ræisti æftiʀ bonda sinn.
Översättning till nusvenska:
Gudlög  reste  efter  sin  man.

## Anmärkning
1. ↑  Om inte runtecknen nedan syns behövs ett unicode-typsnitt i din webbläsare eller operativsystem som stödjer unicode-runor (unicode 3.0).